# Mohamed Flissi
Mohamed Flissi (ur. 13 lutego 1990) – algierski bokser.

## Kariera amatorska
We wrześniu 2011 r., Flissi zdobył srebrny medal na igrzyskach afrykańskich w Maputo. W 1/8 finału pokonał Oliviera Lavigilante'a, w ćwierćfinale Kenijczyka Petera Warui, w półfinale Kibrona Tewelde'a, a w finale uległ Kameruńczykowi Thomasowi Essombie. Na mistrzostwach świata w Baku odpadł w 1. walce, przegrywając z Thomasem Essombą. W 2012 r. zakwalifikował się na igrzyska olimpijskie w Londynie. Flissi zwyciężył w kwalifikacjach do Afryki, które odbywały się w Maroku. W finale pokonał Marokańczyka Abdelali Darę. Na igrzyskach odpadł już w 1. rundzie, przegrywając 11-19 ze srebrnym medalistą tych zawodów, Kaewem Pongprayoonem.
W 2013 r., Flissi zdobył srebrny medal na 17. Mistrzostwach Świata, które odbywały się w Ałmaty. W finale pokonał go reprezentant gospodarzy, Birżan Żakypow. Dwa lata później wywalczył tytuł mistrza igrzysk afrykańskich, w wadze muszej (do 52 kg). W 2019 roku, w tej samej kategorii wagowej, zdobył trzeci medal igrzysk afrykańskich w karierze, tym razem w kolorze brązowym.
Był uczestnikiem letnich igrzysk olimpijskich także w 2016 i 2021 roku, na nich startował w wadze muszej. W Rio de Janeiro przegrał wszystkie trzy ćwierćfinałowe walki z Yoelem Finolem, natomiast na igrzyskach w Tokio odpadł w 1/8 finału, nie wygrywając żadnej z walk z Carlo Paalamem.